# RIOT
Riot (Vzpoura) je skladba německé hudební skupiny Scooter. Jako singl vyšla 28. srpna 2015 (56. singl kapely). Je prvním singlem z alba Ace. Singl byl vydán pouze jako digitální download o jedné skladbě. Žádné další verze písničky vydány nebyly. Skupina píseň premiérově představila během svého koncertu v Hamburku na konci srpna 2015. K velkému překvapení fanoušků se skladba nese ve stylu starších písniček kapely (období před rokem 2007), nepřipomíná moderní taneční hudbu a v refrénu hraje zvuk elektrické kytary. Zdá se, jakoby se Scooteři vrátili ke svým kořenům.
Na obálce singlu je kovový nápis RIOT obehnán zelenými plameny. Za ním se nachází kovové pozadí.
Videoklip k singlu je unikátní tím, že se jedná o panoramatické 360° video, které bylo natočeno v průběhu koncertu zmíněného výše. Letecké záběry byly pořízeny pomocí dronu. Záznam není nijak sestříhán, nejedná se o klasický videoklip. Kromě singlu zde na úvod hraje předehra (intro) ke koncertu a v druhé části klipu starší singl One (Always Hardcore).

## Seznam skladeb

### Digitální download
| Pořadí         | Název          | Délka |
| -------------- | -------------- | ----- |
| 1.             | Riot           | 3:08  |
| Celková délka: | Celková délka: | 3:08  |